# 圣彼得保罗主教座堂 (卡罗维发利)
圣彼得保罗主教座堂（捷克語：Chrám svatého Petra a Pavla）是一座俄罗斯正教会教堂，位于捷克共和国卡罗维发利。这是捷克最大和最重要的东正教教堂。

## 历史
目前的教堂由当地建筑师古斯塔夫·维德曼设计于1893年，以取代位于Mariánskolázeňská街的不标准的东正教小堂，由当地俄罗斯和塞尔维亚贵族和企业家出资，同年晚些时候开始施工， 设计模仿了莫斯科奥斯坦金诺区的圣三一堂（Храм Троицы Живоначальной в Останкине）。1897年6月9日，该教堂祝圣，以使徒 圣彼得和保罗命名。 
2016年，教堂进行了大规模翻修，花费近320万美元。